# Sumatra

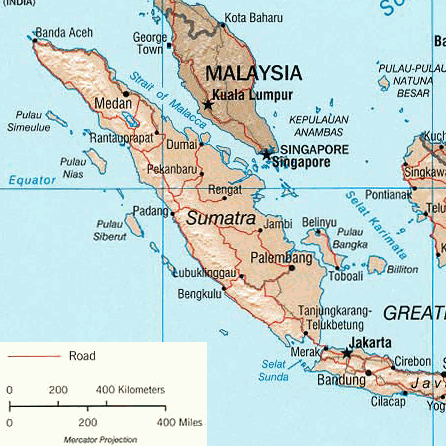
Karta över Sumatra

Sumatra (indonesiska Sumatera) är en ö Sydostasien, med en yta på cirka 475 000 km². Den ligger i den västra delen av Indonesien och är den största ön som helt ingår i landet; Sumatra är världens till ytan sjätte största ö.
Sumatra är en viktig producent av olja, både i form av petroleum och palmolja. I den norra delen av ön ligger den autonoma provinsen Aceh.

## Historia
Ett gammalt namn för Sumatra var Swarnadwīpa, "guldön" på sanskrit, troligen grundat på det faktum att gruvor i högländerna på Sumatra sedan gammalt exporterat guld.
Sumatras läge på sjöhandelsvägen mellan Indien och Kina ledde till att flera handelsstäder blomstrade, särskilt på östkusten, och blev influerade av indiska religioner. De mest kända av dessa kulturer var Srivijaya och Sumudra. Srivijaya var en buddhistisk monarki med centrum i nuvarande Palembang. Detta kungarike dominerade i området genom handel och erövring under 600-talet till 900-talet, och bidrog till att sprida den malajiska kulturen över Sumatra, Malackahalvön och västra Borneo. Riket var en havsmakt som utsträckte sitt inflytande från ö till ö.
Srivijayas inflytande minskade på 1000-talet. Ön blev då föremål för erövringar från kungariken på Java, först Singhasari och sedan Majapahit. Vid samma tid kom islam till Sumatra genom kontakter med araber och indiska köpmän.
I slutet av 1200-talet hade regenten i Samudrariket (nu i Aceh) konverterat till islam. Ibn Battuta, som besökte riket under sin resa, uttalade dess namn som "Sumatra", varifrån öns namn kommer. Samudra efterträddes av det mäktiga Acehsultanatet, som överlevde fram till 1900-talet. När nederländarna anlände kom de många furstendömena på Sumatra gradvis under deras kontroll. Aceh i norr var det största hindret, som det krävdes ett långt och kostsamt krig 1870-1905 för Nederländerna att erövra.
Sumatra drabbades år 1883 svårt av den intilliggande vulkanen Krakatau.
År 2004 drabbades Sumatra svårt av jordbävningen i Indiska oceanen och påföljande flodvågor. I slutet av september 2009 drabbades ön åter av två kraftiga jordbävningar.

## Geografi
Öns längsta axel löper ungefär nordväst-sydost och korsar ekvatorn nära mitten. Det inre av ön domineras av två geografiska områden: Barisanbergen i väster och sanka slätter i öster.
Sydost om Sumatra ligger Java, på andra sidan Sundasundet. Norr om Sumatra ligger Malackahalvön, som skiljs från Sumatra av Malackasundet. I öster ligger Borneo, bortom Karimatasundet. Väster om Sumatra är Indiska oceanen.
Öns ryggrad är bergskedjan Barisan. Den vulkaniska aktiviteten i detta område har producerat bördig mark och vackra landskap, till exempel omkring sjön Toba. Bergen innehåller också kol och guld.
På östra sidan medför stora floder slam från bergen, som bildar det vidsträckta låglandet med inslag av träsk. Fastän det mestadels är olämpligt för jordbruk är detta område för närvarande av stor ekonomisk betydelse för Indonesien. Det producerar olja både ovan och under jord; palmolja och petroleum.
Större delen av Sumatra var tidigare täckt av tropisk regnskog, men skogarna har till stor del exploaterats och avverkats, delvis olagligt. Detta innebär ett allvarligt hot mot regnskogens fortsatta existens.
Ön är världens åttonde högsta, men bara den tredje högsta i den indonesiska övärlden.

### Flora och fauna
Ön är hem för många arter, däribland världens största blomma Rafflesia arnoldii, världens högsta blomma Titan arum, sumatratiger, orangutang, sumatranoshörning, schabraktapir, malajbjörn, trädleopard och många fåglar och fjärilar.
De stora hoten mot Sumatras skogar är trämassa- och pappersindustrin och utvidgningen av oljepalmplantager.
Ön har mer än tio nationalparker.

## Administrativ indelning

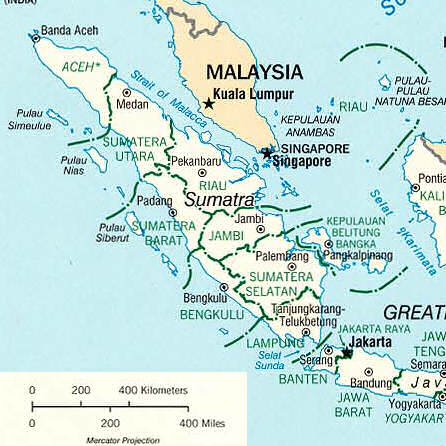
Distrikt

De administrativa områdena på Sumatra och de mindre öarna i närheten är:
- Aceh - huvudstad: Banda Aceh
- Bangka-Belitung - huvudstad: Pangkalpinang
- Bengkulu - huvudstad: Bengkulu
- Jambi - huvudstad: Jambi
- Lampung - huvudstad: Bandar Lampung
- Riau - huvudstad: Pakanbaru
- Riau Kepulauan - huvudstad: Tanjungpinang
- Sumatera Barat (Västra Sumatra) - huvudstad: Padang
- Sumatera Selatan (Södra Sumatra) - huvudstad: Palembang
- Sumatera Utara (Norra Sumatra) - huvudstad: Medan [3]

## Demografi
Sumatra är inte särskilt tättbefolkat jämfört med resten av Indonesien, om än fyra gånger tätare än Sverige. Befolkningstätheten är omkring 85 personer per kvadratkilometer och den totala folkmängden drygt 40 miljoner människor. Det är ändå världens fjärde största ö till folkmängden. De mest folkrika områdena är större delen av norra Sumatra och de centrala högländerna på västra Sumatra. De största stadsområdena är Medan och Palembang.
Befolkningen är malajer av många olika stammar, som talar 52 olika språk. De flesta av dessa grupper har dock många likartade traditioner och de olika språken är närbesläktade. Malajisktalande folk dominerar östkusten, medan folken i det södra och centrala inlandet talar språk som är besläktade med malajiskan, såsom Lampung och Minangkabau. Norra Sumatras högland bebos av bataker, medan den nordligaste kusten domineras av acehneser. Etniskt kinesiska minoritetsgrupper finns också i stadsområden.
Majoriteten av befolkningen är muslimer (90%). De flesta batakerna är protestantiska kristna. Kristendomen infördes av Nederländerna. Övriga religiösa riktningar är hinduism, buddhism, katolicism och kinesiska trosriktningar.